# Quilles de Marsac
Le jeu de quilles de Marsac est un jeu de quilles pratiqué à Marsac-sur-Don et dans le canton de Guémené-Penfao, en Loire-Atlantique, dans les Pays de la Loire.
Le jeu de quilles de Marsac est inscrit à l’Inventaire du patrimoine culturel immatériel en France.

## Historique
Ce jeu de quilles tient son origine en Bretagne et au Nord de la Loire-Atlantique. Il est très pratiqué jusqu’aux années 1950, années caractérisées par l’exode rural et le départ des jeunes pour la ville, rompant ainsi le processus de transmission du jeu. 
Aujourd’hui un jeu fut recréé à partir de vieux jeux retrouvés et des règles expliquées par les anciens, mais il n’est que très rarement pratiqué.
C’est un jeu très similaire aux quilles de Bilac.

## Description
Ce jeu de quille peut se jouer en individuel ou par équipes, soit de 2 à 8 joueurs. Le jeu se compose de 9 quilles de tailles et de noms différents. Il y a la « neuf », la plus grande (65 centimètres), les quatre « cinq », de 50 centimètres et les quatre « un », de 35 centimètres. Elles sont toutes en bois, comme la boule, percée de deux emplacements pour les doigts. Les quilles sont disposées de manière que la « neuf » soit au centre, les « cinq » dans les coins, et les « un » entre les « cinq ». La distance entre les quilles est de 65 centimètres, ce qui fait que le terrain est très grand, il mesure 5 mètres de large pour 20 mètres de long. Il se doit d’être très plat et en herbe. 
Pour faire tomber les quilles, chaque joueur a deux lancers, le premier de 9 mètres, le second de l’endroit où la boule s’est arrêtée au premier lancer, mais seulement si au moins une quille est tombée ou si la boule n’est pas restée entre les quilles. Dans le cas contraire, un deuxième lancer est interdit.  La quille « neuf » est celle qui rapporte le plus de points, jusqu’à 18 si elle est tombée seule et hors du jeu. Si plusieurs quilles tombent lors du lancer, elles donnent le nombre de points indiqué par leur nom (1, 5 ou 9). Lors du second tir, on vise les quilles restantes. La quille tombée rapporte le nombre de points qu’indique son nom, si plusieurs tombent, elles valent toutes un point. Le premier joueur ou la première équipe qui arrive à 36 points remporte la partie. Mais s'il ou elle dépasse 36 points, leur score retombe à 18. 